# 納內迪谷
4°54′N 49°00′W / 4.9°N 49.0°W

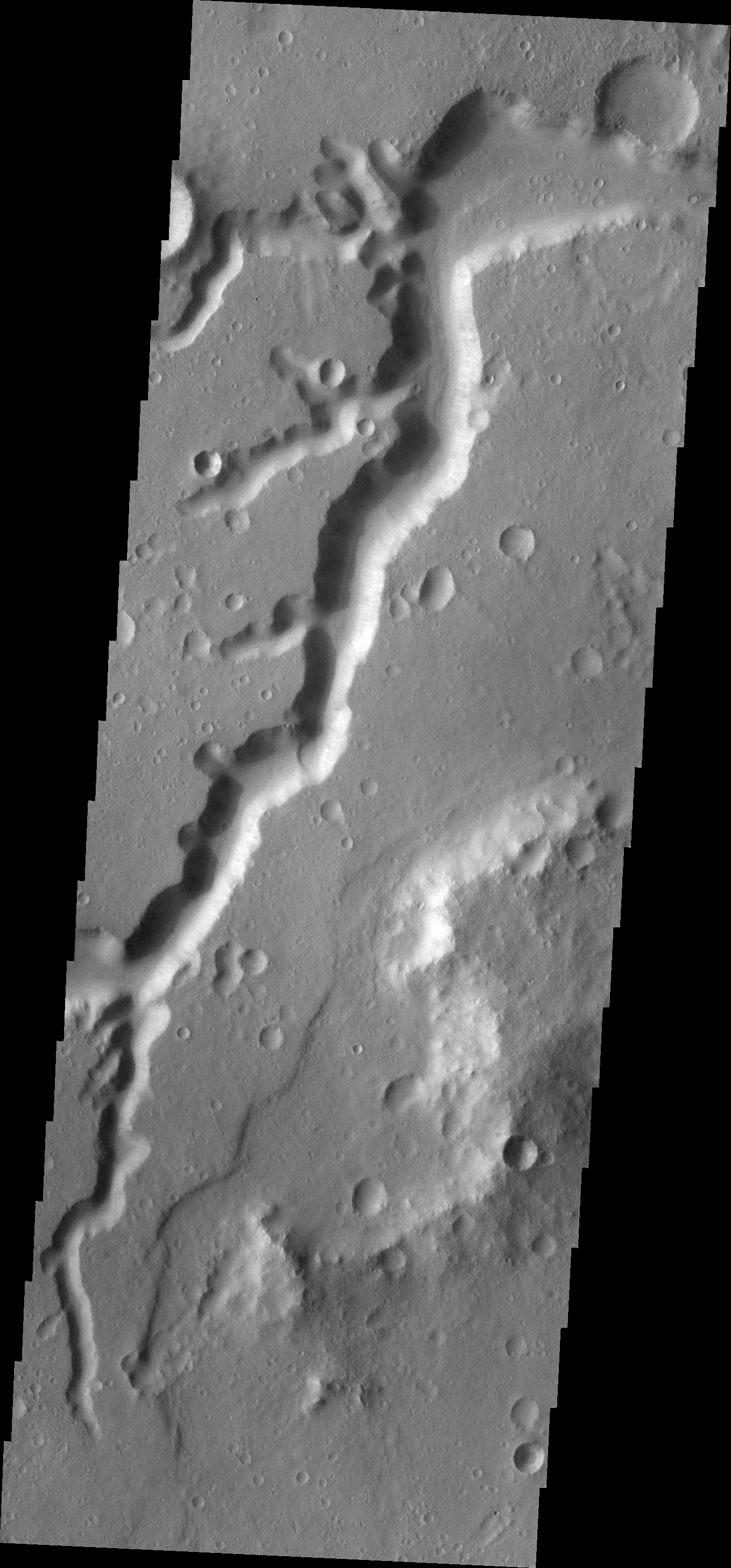
2001火星奧德賽號 THEMIS 拍攝的納內迪谷

納內迪谷（Nanedi Valles）是火星上一個位於月沼區的大型狹谷，位於
4.9° N and 49.0° W。長度約 508.0 公里，以非洲國家莱索托的國語塞索托语的「行星」命名。
納內迪谷位於沙爾巴塔納谷和上半部的邁亞谷之間。其寬度在北端約 4 公里。其形狀相當類似相當彎曲且只有少數支流的尼爾格谷 。
這個火星上的峽谷相當不尋常，其個別包含寬底部渠道的結構可在這個系統中偶爾被發現。

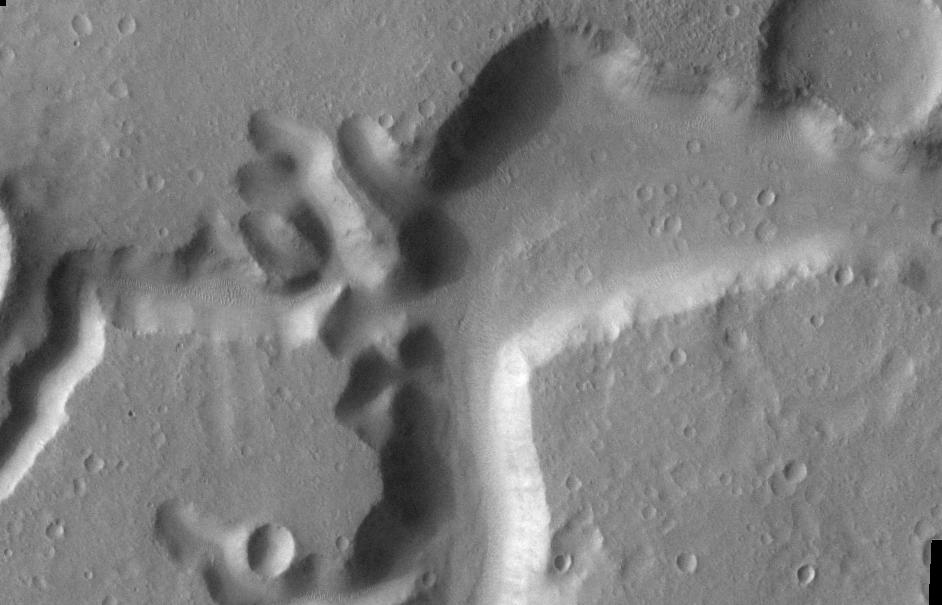
2001火星奧德賽號 THEMIS 拍攝的納內迪谷近距離影像，點選放大可看到更多細節。